# 國分盛重
國分盛重（日语：／ Kokubun Morishige，1553年—1615年9月7日）是日本戰國時代武將，後來成為久保田藩士，秋田伊達氏之祖。最初盛重名為伊達政重，在繼承國分氏後改名國分政重，其後再更名為國分盛重，最終改名伊達盛重。通稱彥九郎或三河守。

## 生涯

### 繼承國分氏
天文二十二年（1553年），盛重作為伊達晴宗的五子出生，幼名彥九郎，元服名為伊達政重，他是伊達輝宗五弟，伊達政宗的五叔。
天正五年（1577年），盛重奉其兄輝宗之命繼承陸奧國宮城郡的國人眾勢力國分氏。
根據《性山公治家記錄》記載，天正五年（1577）國分盛氏沒有嗣子就去世了，因此晴宗五男政重入嗣，稱為國分盛重，成為千代城主。但是，從國分家祖譜來看，國分盛氏有國分盛顯、國分盛廉等子嗣。
國分盛氏將家督讓給長子國分盛顯後隱居，但盛顯多病無子，永祿十年（1567）將家督讓給弟弟盛廉後隱居。但是，元龜三年（1572），在中野氏之亂（中野宗時父子「謀反」）為了討伐而出陣的盛廉，在刈田郡戰死了。因此，盛顯再次擔任國分氏的家政，於天正六年（1578年）去世。因此，政重（盛重）成為盛顯的繼承人，繼承了國分氏，然而，盛重在國分氏家中並不受歡迎，為此輝宗派鬼庭良直前往調停不果。最終，輝宗承諾當其次子出生時，由他繼承國分氏，盛重則作為代官直至繼承人出生為止。。
國分氏當家的國分盛重是留守政景的弟弟，因此國分氏和留守氏成為了兄弟，長年以來國分氏與留守氏的對立關係以伊達氏為紐帶融合在一起。但是，對於養子入嗣的這件事，國分氏家中並不統一，有相當強烈的反對聲音，而且盛重的執政也不盡如人意，所以家中內訌不斷。不管怎樣，盛重入主國分氏絕非一帆風順。

### 戰國大名伊達氏的武將
盛重擔任家督期間，國分氏臣服於伊達氏。國分氏自古以來多次兵戎相見的宿敵北面的留守氏，由於引入盛重三兄留守政景為養子，雙方的爭鬥亦因而結束。按江戶時代的地誌記載，當時大約是盛重從若林城的前身或附近的小泉城移至松森城時發生的。
作為管治者的盛重擔心陸奧國分寺衰落而建造殿堂，並且在天正十三年（1585年）製造了放置國分寺本尊的小廚子。
天正十三年（1585年）11月17日人取橋之戰爆發，盛重作為主力之一，在伊達政宗設下本陣的觀音堂山的山麓附近與佐竹氏和蘆名氏聯軍交戰。

### 家中反對
天正十五年（1587年），盛重無法平息家中的堀江長門守等的反對勢力。4月25日，政宗派家臣伊藤重信前往聽取意見。5月8日，重信向政宗報告表示情況已經變得穩定，政景亦有協助此事。
然而，再次有反對的聲音出現，重信總共三次、濱田景隆一次、高野親兼和片倉紀伊一次，均曾經前往調停。
政宗認為國分的騷亂是由於盛重的政治手腕不佳所致，因此計劃消滅國分氏。他派小山田賴定作為指揮出兵，在10月16日又要求岩沼城主泉田重光前往協助。為此，盛重離開國分前往米澤向政宗謝罪。雖然國分家的情況仍然嚴峻，但暫且阻止了政宗進攻國分氏。盛重最終未有返回國分領，國分氏家臣亦改由政宗直接管轄，稱為「國分眾」。
天正14年（1586年）至天正16年（1588年）左右，政重更名為盛重。
天正十五年（1587年），政宗為了國分氏的家中仕置，屢次向盛重派遣使者，但家中內訌似乎沒有輕易平息，終於在十月，政宗命令小山田築前徵伐國分。對於這一事態，國分盛重親自前往米澤謝罪，雖然最終徵伐沒有發動，但盛重還是一直為家中的混亂所困擾。
天正十六年（1588年），在大崎合戰時，國分氏被政宗警告不可呼應大崎氏，盛重蟄居在米澤，家臣們也沒有參戰。這與盛重的三哥、繼承留守氏的政景作為大將出陣形成了鮮明的對比，盛重的待遇十分是悲慘。

### 豐臣政權下的伊達氏家臣
天正十八年（1590年），豐臣秀吉發動小田原征伐攻打小田原的北條氏後，政宗決定臣服於秀吉。秀吉通過奧州仕置削減伊達氏新取得的領土，留守氏和石川氏等的領地則被沒收，國分氏則被當作是伊達氏家臣而未受影響。之後的「奧州仕置」也沒有被承認為大名。
同年末，怠慢小田原參陣的大崎氏·葛西氏等人被沒收了領地，對其處置不滿的大崎·葛西的舊臣們發起了葛西大崎一揆爆發。伊達政宗與蒲生氏鄉一起鎮壓一揆，政宗率兵前往討伐，會津領主蒲生氏鄉亦有出兵。途中，蒲生氏鄉接報葛西大崎一揆是由伊達政宗在幕後煽動的情報，因此攻下大崎氏舊領名生城戒備，蒲生氏鄉上報伊達政宗幕後煽動之事，被豐臣秀吉命令上洛解釋。為了能安全從伊達氏的勢力範圍離開，要求政宗提供留守政景和伊達成實為人質。政宗因為兩人出陣而提出了國分盛重，但蒲生氏鄉不同意，只好讓國分盛重和伊達成實都成為人質。這也成為了盛重對政宗的最後一次奉公。。政宗並未有跟從，而是派盛重作人質，但是氏鄉未有滿足。最終政宗派成實作人質。成實、盛重和仲裁人淺野正勝在翌年元日進入名生城，配同氏鄉直至信夫郡大森（現福島縣福島市內）。
為了向秀吉解釋，一度前往京都的政宗在6月再次從米澤城出兵，並且讓盛重和伊達宗清留守。期間，政宗將戰況和轉封的所見所聞，寫信予兩人。
天正十九年（1591年）或天正二十年（1592年）左右，盛重復姓伊達，更名為伊達盛重。
天正二十年（1592年），政宗參戰萬曆朝鮮之役，因此帶兵前往九州，並且派盛重等數名家臣留守於岩出山城。身在九州的政宗也曾經寫信將戰況告知盛重、亘理元宗、石川昭光和石川義宗。
文祿四年（1595年）7月，豐臣秀次被勒令切腹，與秀次親近的政宗被指也有謀反的嫌疑。8月24日，獲饒恕的政宗寫下誓詞，表明其清白之身，今後亦會忠心侍奉。其中，盛重以伊達彥九郎盛重之名，與其他親族和一般家臣相比，排第5位。據此可見，盛重作為伊達氏一族的武將而受到重用。

### 投靠佐竹氏和晩年成為久保田藩士
慶長元年（1596年）或慶長4年（1599年），盛重出走伊達家。雖然原因不明，但是對於懷才不遇的家臣出走並不是什麼新鮮事，在這之前，遠藤宗信、鬼庭綱元和伊達成實也曾經出走。盛重投靠外甥佐竹義宣，以侍大將的身份作為一族居於島崎城，其後自稱三河守。
慶長五年（1602年），隨著佐竹氏被轉封，盛重也跟隨前往秋田，獲賞賜1000石和橫手城，成為秋田伊達氏之祖。
慶長十九年（1614年）爆發的大坂冬之陣中，盛重參與了今福之戰。翌年的夏之陣，盛重因病未有參戰。
元和元年（1615年）7月15日，盛重死去，享年63歲，家督之位由養子伊達宣宗（佐竹義久之子）繼承。他的另一留在仙台藩的兒子，成為國分氏舊臣古內氏的養子，即後來侍奉於伊達忠宗的古內重廣。

## 媒體
- 《獨眼龍政宗》（1987年NHK大河劇，演員：尾形一成）